# نكس أو إس
نكس أو إس (بالإنجليزية: NixOS)‏ هي توزيعة لينكس حرة مفتوحة المصدر بُنِّيَت حول نظام إدارة الحزم نكس. تستخدم نكس أو إس نظام تحديثات غير قابل للتغيير.

## روابط خارجية
- الموقع الرسمي